# Heinz Werner Kraehkamp
Heinz Werner Kraehkamp (* 26. Dezember 1948 in Wixhausen bei Darmstadt; † 24. November 2012 in Berlin) war ein deutscher Schauspieler, Kabarettist, Autor und Theaterregisseur.

## Leben
Nach dem Schulabschluss trat Kraehkamp in einem belgischen Zirkus als Artistik-Clown auf. Nach seiner Rückkehr nach Hessen studierte er 1964 bis 1966 Schauspielkunst an der Hochschule für Musik und Darstellende Kunst Frankfurt am Main. Anschließend besuchte er 1966 bis 1967 die Cascadeur-Schule Paris, wo er eine Ausbildung als Stuntman erhielt.
Am Anfang seiner Karriere trat er in verschiedenen Theateraufführungen auf, unter anderem am Landestheater Schleswig und am Frankfurter Theater am Turm.
Bekannt wurde er seit 1972 durch über 140 Rollen in Film- und Fernsehproduktionen wie beispielsweise Tatort. Anfang der 1980er Jahre moderierte er gemeinsam mit Marita Janowski die ARD-Kinderserie Montagsspaß. Von 1991 bis 2002 spielte er in der ZDF-Kinderserie Siebenstein den Werner Blöhmann und seit 2001 in der RTL-Krimiserie Abschnitt 40 den Polizeihauptkommissar Georg Burrow. Er gründete 1990 mit Guntbert Warns das Berliner Kabarett Die Bastarde, die bis 1994 existierten.
Neben seiner Arbeit für Film und Fernsehen war er auch immer wieder auf der Bühne zu sehen. Er spielte unter anderem am Schauspielhaus Frankfurt, Wiener Burgtheater, am Bayerischen Staatsschauspiel in München, an den Staatlichen Schauspielbühnen Berlin und leitete im Jahr 2009 vorübergehend das Volkstheater Frankfurt.
Kraehkamp lebte zuletzt in Berlin-Charlottenburg. Er war mit seinem Schauspielkollegen Michael Altmann eng befreundet, mit dem er gemeinsam Theater und Kabarett gespielt hatte. Eine eigene Familie hatte Kraehkamp laut seiner Agentin nicht. Kraehkamp starb im Alter von 63 Jahren an Lungenkrebs.

## Auszeichnungen
- 2006: Deutscher Fernsehkrimipreis als Mitglied der Serie Abschnitt 40

## Filmografie (Auswahl)
- 1967: Herr Hesselbach und … die Kunst
- 1972: Tatort: Kennwort Gute Reise (Fernsehreihe)
- 1974: Der kleine Doktor – Zu viele Ärzte (Fernsehreihe)
- 1975: Tatort: Die Rechnung wird nachgereicht
- 1975: Derrick: Alarm auf Revier 12
- 1976: Freiwillige Feuerwehr
- 1976: Der Winter, der ein Sommer war
- 1976: Tatort: Zwei Flugkarten nach Rio
- 1978: Tatort: Zürcher Früchte
- 1980: Die Leute vom Domplatz
- 1980: Tatort: Der Zeuge
- 1980: Auf Achse: Landjäger
- 1981: Tatort: Nebengeschäfte
- 1981: Nach Mitternacht
- 1983: Ein Fall für zwei: Der Zeuge
- 1983: Die Matrosen von Kronstadt
- 1983: Tatort: Peggy hat Angst
- 1985: Kir Royal – Wer reinkommt, ist drin
- 1985: Tatort: Schmerzensgeld
- 1986: Fraulein (Regie: Michael Haneke)
- 1986: Zischke
- 1986: Tatort: Automord
- 1987: Die Krimistunde (Fernsehserie, Folge 24, Episode: „Die Sache mit der freundlichen Kellnerin“)
- 1989: Ein Heim für Tiere (13 Folgen als Postbote)
- 1990: Der achte Tag
- 1990: Tatort: Zeitzünder
- 1991: Comedy Club (1. und 2. Staffel)
- 1991: Peter Strohm (Ein guter Freund)
- 1991–2003: Siebenstein (Fernsehserie; als wiederkehrende Figur Werner Blöhmann)
- 1992: Alles Lüge
- 1992: Das Ende vom Anfang (Theateraufzeichnung)
- 1992: 5 Zimmer, Küche, Bad
- 1993–1994: Café Skandal
- 1994: König von Dulsberg
- 1994: Mein lieber Mann
- 1995: Nah am Wasser
- 1996: Echte Kerle
- 1997: Küstenwache (Pilotfilm)
- 1997: Gomez – Kopf oder Zahl
- 1997: Tatort: Mordsgeschäfte
- 1998: Ich Chef, Du Turnschuh
- 1998: Weekend mit Leiche
- 1998: Polizeiruf 110: Discokiller (Fernsehreihe)
- 1998: Polizeiruf 110: Rot ist eine schöne Farbe
- 1998: Ein starkes Team: Auge um Auge (Fernsehserie)
- 1999: Tatort: Der Tod fährt Achterbahn
- 2001–2006: Abschnitt 40
- 2001: Die grüne Wolke
- 2001: Heinrich der Säger
- 2002: Viktor Vogel – Commercial Man
- 2004: Tatort: Janus
- 2008: Selbstgespräche
- 2008: Der Bulle von Tölz: Der Zauberer im Brunnen
- 2009: Pfarrer Braun: Im Namen von Rose
- 2010: Tatort: Schlafende Hunde
- 2011: Notruf Hafenkante: Eine alte Schuld
- 2011: Mord in bester Gesellschaft: Die Lüge hinter der Wahrheit
- 2011: SOKO Wismar: Umzug in den Tod
- 2012: SOKO Stuttgart: Matchball

## Hörspiele
- 1997: Jenny Reinhardt: Malwine und Herr Kast – Regie: Stefan Dutt (Kinderhörspiel – DLR Berlin)
- 2007: Andrea Camilleri: Toter Mann – Regie: Götz Naleppa (Kriminalhörspiel – DKultur)